# Hrádek (Znojmói járás)
Hrádek település Csehországban, a Znojmói járásban. Hrádek Jaroslavice, Křídlůvky, Božice, Velký Karlov, Dyjákovice, Laa an der Thaya és Großharras településekkel határos. Lakosainak száma 922 fő (2024. január 1.).

## Népesség
A település lakosságának változását az alábbi diagram mutatja:
| Lakosok száma | 1900 | 2035 | 2264 | 1126 | 972  | 890  | 893  | 930  | 917  | 922  |
|               | 1869 | 1900 | 1921 | 1961 | 1980 | 2011 | 2016 | 2019 | 2021 | 2024 |